# Horst Armbrust
Horst Armbrust (* 2. Februar 1933 in Łódź, Polen) ist ein ehemaliger deutscher Politiker (FDP). Überregional bekannt wurde er in den 1990er-Jahren durch die Veruntreuung eines zweistelligen Millionenbetrages aus dem Vermögen der baden-württembergischen Gemeinde Neckarwestheim, deren Bürgermeister er von 1960 bis zur Amtsenthebung 1995 war.

## Leben

### Bürgermeister
Armbrust wurde 1960 als Nachfolger von Hermann Göldenbot zum Bürgermeister der damals 1.400 Einwohner zählenden Gemeinde Neckarwestheim gewählt. In seiner Amtszeit konnte er die Einwohnerzahl auf etwa 3.200 Einwohner steigern und 1976 das Gemeinschaftskernkraftwerk Neckar in einem alten Steinbruch ansiedeln. Dieses und der 1988 in Betrieb gegangene zweite GKN-Block brachten der Gemeindekasse in den folgenden 20 Jahren insgesamt 126 Millionen DM (etwa 63 Millionen Euro) an Gewerbekapitalsteuer ein, womit sie die reichste Gemeinde (pro Kopf) in Deutschland wurde.
Armbrust erreichte darüber hinaus den Bau eines neuen Rathauses in der Ortsmitte sowie eines Golfplatzes unterhalb von Schloss Liebenstein; der Bau eines Schwimmbades, das zum Teil auf der Gemarkung der Nachbargemeinde Gemmrigheim gelegen hätte, wurde durch einen Bürgerentscheid der Gemmrigheimer Bürger verhindert. Als Kompensation dafür erhielten sämtliche Einwohner Neckarwestheims kostenlosen Eintritt in umliegenden Schwimmbädern sowie ebenfalls kostenlose Fahrtmöglichkeiten dorthin.

### Geldspekulationen, Amtsenthebung und weiteres Leben
Zwischen 1987 und 1995 verspekulierte Armbrust insgesamt 41 Millionen DM (22 Millionen Euro) aus dem Vermögen der Gemeinde Neckarwestheim und der Bürgerstiftung Neckarwestheim. Nach dem Bekanntwerden dieser Verfehlungen wurde er am 8. Februar 1995 des Amtes enthoben, in Untersuchungshaft gebracht und am 24. Januar 1996 schließlich von der Wirtschaftsstrafkammer des Landgerichts Stuttgart wegen Untreue und Urkundenfälschung zu achteinhalb Jahren Haft verurteilt. Seine Haftstrafe musste er in der Außenstelle Singen der Justizvollzugsanstalt Konstanz antreten.
Am 17. Mai 1999 durfte er auf Entscheidung des Landgerichts Konstanz das Gefängnis vorzeitig auf Bewährung verlassen.
Heute wohnt Armbrust in der Neckarwestheimer Nachbargemeinde Talheim. Er erhält keine Pension, sondern lediglich etwa 25 Euro Rente pro Monat und lebt somit, wie er einmal sagte, „von der Gnade seiner Frau.“

## Der Armbrust-Skandal
Beginnend im Jahr 1987 kaufte Armbrust für insgesamt 11 Millionen DM Immobilien in Deutschland. Dafür lieh er sich Geld, das er mit Spekulationsgewinnen aus dem Gemeindevermögen zurückzahlen wollte. Armbrust gründete außerdem mehrere Firmen in den USA, darunter die Suabian Realty Corporation; 35 Millionen DM (17,9 Millionen Euro) aus der Rücklage der Gemeinde und 6 Millionen DM (über 3 Millionen Euro) aus dem Kapital der Bürgerstiftung investierte er in Finanzanlagen in der Schweiz, Luxemburg und Liechtenstein, bei denen er auf hohe Rendite hoffte. Eine halbe Million DM überwies er auf sein eigenes Konto.
Die Geschäfte erbrachten nicht den von Armbrust erhofften Gewinn, sondern ließen das Geld vielmehr in dunklen Kanälen verschwinden. Dies teilte er am 7. Februar 1995, rund ein Jahr vor seiner geplanten Pensionierung, dem Gemeinderat mit. Am folgenden Tag wurde er im Rathaus verhaftet und zur Untersuchungshaft ins Gefängnis Stuttgart-Stammheim gebracht. Trotz des Geldverlustes war der Ort durch die großen Rücklagen weiterhin liquide. Nach Armbrusts Amtsenthebung übernahmen die stellvertretenden Bürgermeister Martin Hofelich und Hans Wiedemann die Leitung der Verwaltung. Mit Mario Dürr wurde ein neuer Bürgermeister erst ein Jahr später gewählt; dieser war dann die folgenden 13 Jahre damit beschäftigt, den Großteil des veruntreuten Geldes in elf Gerichtsverfahren gegen verschiedene Banken im In- und Ausland wiederzuerlangen.
Bis Januar 2003 hatte Neckarwestheim 2,5 Millionen Euro wieder zurückerhalten, bis 2005 bereits insgesamt 17,8 Millionen Euro, davon knapp 4,3 Millionen Euro Zinsen. An Rechtsanwalts- und Gerichtskosten fielen etwa 3 Millionen Euro an. 2008 hatte die Gemeinde ihre Rücklagen auf 50 Millionen Euro erhöhen können, wovon das meiste allerdings nicht das aus Neckarwestheim stammende Geld war, sondern aus Schadenersatzzahlungen von Banken resultierte. Das ursprüngliche Geld aus Neckarwestheim konnte nicht mehr zurückverfolgt werden. Neben Armbrust sind auch weitere Personen verurteilt worden, die mit dem von Armbrust veruntreuten Geld illegale Geschäfte gemacht haben.
Bis April 2009 konnte Neckarwestheim etwa 16 Millionen Euro Kapital und Zinsen zurückgewinnen, denen etwa 2,8 Millionen Euro Rechtsanwalts- und Gerichtskosten gegenüberstehen. Als letztes Verfahren wurde die Klage gegen die US-amerikanische Bank JP Morgan Chase vom Bundesgerichtshof auf Grund mangelnder Erfolgsaussichten abgewiesen. Die ehemals 5 Millionen DM aus dem Kapital der Bürgerstiftung hat die Gemeinde teils durch Gerichtsurteile, teils durch Vergleiche fast vollständig zurückgewonnen.
In den 1990er Jahren war der als Armbrust-Skandal bekanntgewordene Vorfall großes Thema in den Medien.